# Brodnja
Brodnja (vitryska: Бродня) är ett vattendrag i Belarus.   Det ligger i voblasten Minsks voblast, i den centrala delen av landet, 70 km nordost om huvudstaden Minsk.
I omgivningarna runt Brodnja växer i huvudsak blandskog. Runt Brodnja är det ganska tätbefolkat, med 70 invånare per kvadratkilometer.